# Цар Калоян (опера)
Вижте пояснителната страница за други значения на Цар Калоян.
Цар Калоян е опера на видния български композитор Панчо Владигеров, завършена през 1936 г.

## История на създаването
В годините на създаването на операта в България има само един държавен музикално-изпълнителен институт – Софийската народна опера. По това време не съществуват нито държавен симфоничен оркестър, нито хор, нито какъвто и да е друг изпълнителски състав. Всички други музикални колективи освен операта са на самодейни начала. В оперния ни театър се играят предимно класически произведения, а българският репертоар е застъпен главно в лицето на творбите на първото поколение български композитори. Панчо Владигеров като най-виден представител на българските композитори решава да направи своя принос и в този жанр. Той започва да търси подходящ сюжет и се спира на популярния роман „Солунския чудотворец“ от Фани Попова-Мутафова. Авторката се съгласява да напише, заедно с големия български поет Николай Лилиев, оперното либрето. Двамата създават текста на операта само въз основа на романа и събитията са предадени малко свободно. На фона на победата на Калоян над кръстоносците и пленяването на Балдуин е изградена силна човешка драма.
Панчо Владигеров започва работата над музиката в началото на 1935 г., и за една година успява да завърши напълно партитурата. „Цар Калоян“ е изнесена за първи път на 20 май 1936 г., под диригентството на Асен Найденов и режисурата на Христо Попов. Операта е посрещната добре от публиката, но само след няколко представления е свалена по внушение на двореца, тъй като отрицателният образ на куманката царица Мария можел да даде повод за уронване престижа на тогавашната царица Йоанна. Само няколко месеца след софийската премиера „Цар Калоян“ е поставена с голям успех в Братиславската опера (30 януари 1937), а малко по-късно и в Любляна. Втората постановка на операта в България е осъществена през 1962 г., в Русенската народна опера, под диригентството на Ромео Райчев и режисурата на Евгени Немиров. През 1975 г., „Цар Калоян“ отново е поставена в София. Диригент е Александър Владигеров (синът на композитора), а режисьор – Михаил Хаджимишев.
През 1998 г. по случай 100 години от рождението на композитора, „Цар Калоян“ е поставена под открито небе на площад Александър Батенберг в София. Мавзолеят е използван като основа за декора. Режисьор е Пламен Карталов.